# Dreamland (Joni Mitchell-album)
Dreamland  er endnu et opsamlingsalbum med Joni Mitchell (hendes 23. i alt) udgivet i 2004. Sangene på albummet er udvalgt af Mitchell selv, og med albummet følger en hæfte med en beskrivelse af hendes karriere skrevet af Cameron Crowe samt flere reproduktioner af malerier af Joni Mitchell.

## Numre
Sangene er skrevet af Joni Mitchell med mindre andet er angivet.
| Nr. | Titel                                | Længde | Oprindeligt album            | Andet                              |
| --- | ------------------------------------ | ------ | ---------------------------- | ---------------------------------- |
| 1   | "Free Man in Paris"                  | 3:03   | Court and Spark              |                                    |
| 2   | "In France They Kiss on Main Street" | 3:19   | The Hissing of Summer Lawns  |                                    |
| 3   | "Dreamland"                          | 4:38   | Don Juan's Reckless Daughter |                                    |
| 4   | "The Jungle Line"                    | 4:24   | The Hissing of Summer Lawns  |                                    |
| 5   | "Furry Sings the Blues"              | 5:06   | Hejira                       |                                    |
| 6   | "You Turn Me On I'm Your Radio"      | 2:39   | For the Roses                |                                    |
| 7   | "Carey"                              | 3:04   | Blue                         |                                    |
| 8   | "Big Yellow Taxi"                    | 2:17   | Ladies of the Canyon         |                                    |
| 9   | "California"                         | 3:51   | Blue                         |                                    |
| 10  | "Help Me"                            | 3:24   | Chalk Mark in a Rain Storm   |                                    |
| 11  | "Nothing Can Be Done"                | 4:51   | Night Ride Home              | Skrevet af Mitchell og Larry Klein |
| 12  | "Dancin' Clown"                      | 3:51   | Chalk Mark in a Rain Storm   |                                    |
| 13  | "Come In From the Cold"              | 7:30   | Night Ride Home              |                                    |
| 14  | "Amelia"                             | 6:46   | Hejira Travelogue            | Orkesterversion fra 2002           |
| 15  | "For the Roses"                      | 7:29   | For the Roses Travelogue     | Orkesterversion fra 2002           |
| 16  | "Both Sides, Now"                    | 5:46   | Clouds Both Sides Now        | Orkesterversion fra 2000           |
| 17  | "The Circle Game"                    | 4:51   | Ladies of the Canyon         |                                    |

## Cover
I lighed med flere af Mitchells senere album er hovedmotivet på coverets forside et maleri med en bred ramme. Den er placeret på en brun baggrund på coverets højre side med baggrunden synlig i en stribe til venstre, hvor hendes navn (stor skriftstørrelse) og albumtitlen (lille skriftstørrelse) ses med gul skrift. 
Selve  maleriet er i lighed med en stribe tidligere album et selvportræt, hvor man ser Mitchell fra omkring lårene og op. Hun står og ser på beskueren med et relativt neutralt udtryk i ansigtet. Hun er iført en blå, halvlang jakke eller cardigan over en sandfarvet bluse. I hånden holder hun en buket blomster, måske gul-orange liljer, op for brystet. Baggrunden er holdt i orange-gullige-grå nuancer i en slags ekspressionistisk stil med dramatiske penselstrøg, der kan minde om flammer fra et bål.